# Жан Бурген
Жан Бурге́н (фр. Jean Bourgain; нар. 28 лютого 1954, Остенде, Бельгія — пом. 22 грудня 2018) — бельгійський математик.

## Біографія
Жан Бурген здобув докторський ступінь у Брюссельському вільному університеті у 1977 році, а у 1981 році — звання професора. Потім працював у Франції, а з 1994 року — в Інституті перспективних досліджень у США.
Його роботи присвячені різним галузям математики, таким як геометрія Банахового простору, гармонічний аналіз, аналітична теорія чисел, комбінаторика, ергодична теорія, диференціальні рівняння з частинними похідними, спектральна теорія, а нещодавно також і теорія груп.
У 2000 році Бурген почав займатись задачами Какея в арифметичній комбінаториці.
Останні дослідження Жана Бургена стосуються фракталу під назвою «множина Аполлона», де нескінченна кількість кіл дотикаються одне до одного без перекривання. Він показав, що за будь-якого цілого числа n існує ненульова ймовірність, що радіус будь-якого кола з множини Аполлона дорівнюватиме 1/n.

## Нагороди та визнання
- 1983: Премія Салема
- 1985: Damry-Deleeuw-Bourlart Preis.
- 1990: Премія Елі Картана
- 1991: Премія Островського за вклад в математичний аналіз[12]
- 1994: Філдсівська премія в номінації відзначені заслуги відразу в декількох центральних напрямках аналізу, таких як геометрія банахових просторів, опуклість, гармонійний аналіз, ергодична теорія, теорія нелінійних диференціальних рівнянь в часткових похідних
- 2000: член Французької академії наук
- 2000: член Польської академії наук
- 2008: член Європейської Академії
- 2008: Пленарний доповідач на Європейському математичному конгресі[de]
- 2009: іноземний член Королівської шведської академії наук[13]
- 2009: Медаль Вернадського
- 2010: Премія Шоу в галузі математики[14]
- 2011: член Національної академії наук США
- 2012: Премія Крафорда[9]
- 2012: Чернський запрошений професор
- 2016: Премія Антоніо Фельтрінеллі
- 2017: Премія за прорив у математиці[15]
- 2018: Премія Стіла
- Doctor honoris causa Єврейського університету, University of Paris-Est Marne-la-Vallée[en] та Брюссельського вільного університету

## Доробок
- Green’s function estimates for lattice Schrödinger operators and applications, Princeton University Press  2005
- New Classes of {\displaystyle L_{p}}-Spaces, Springer 1981
- Global solution of nonlinear Schrödinger equations, Springer 1999
- Herausgeber mit Sergiu Klainerman, Carlos Kenig: Mathematical aspects of nonlinear dispersive equations, Princeton University Press 2007
- New Banach space properties of the disc algebra and {\displaystyle H^{\infty }}. Acta Math. 152 (1984), no. 1-2, 1–48.
- The metrical interpretation of superreflexivity in Banach spaces. Israel J. Math. 56 (1986), no. 2, 222–230.
- mit Vitali Milman: New volume ratio properties for convex symmetric bodies in {\displaystyle \mathbb {R} ^{n}}. Invent. Math. 88 (1987), no. 2, 319–340.
- Bounded orthogonal systems and the {\displaystyle \Lambda (p)}-set problem. Acta Math. 162 (1989), no. 3-4, 227–245.
- Pointwise ergodic theorems for arithmetic sets. With an appendix by the author, Harry Furstenberg, Yitzhak Katznelson and Donald S. Ornstein. Inst. Hautes Études Sci. Publ. Math. No. 69 (1989), 5–45.
- Fourier transform restriction phenomena for certain lattice subsets and applications to nonlinear evolution equations. I. Schrödinger equations. Geom. Funct. Anal. 3 (1993), no. 2, 107–156. II. The KdV-equation. Geom. Funct. Anal. 3 (1993), no. 3, 209–262.
- Quasi-periodic solutions of Hamiltonian perturbations of 2D linear Schrödinger equations. Ann. of Math. (2) 148 (1998), no. 2, 363–439.
- On the dimension of Kakeya sets and related maximal inequalities. Geom. Funct. Anal. 9 (1999), no. 2, 256–282.
- Global wellposedness of defocusing critical nonlinear Schrödinger equation in the radial case. J. Amer. Math. Soc. 12 (1999), no. 1, 145–171
- mit Michael Goldstein, Wilhelm Schlag: Anderson localization for Schrödinger operators on {\displaystyle \mathbb {Z} ^{2}} with quasi-periodic potential. Acta Math. 188 (2002), no. 1, 41–86.
- mit Nets Katz, Terence Tao: A sum-product estimate in finite fields, and applications. Geom. Funct. Anal. 14 (2004), no. 1, 27–57.
- mit Haïm Brezis: New estimates for elliptic equations and Hodge type systems. J. Eur. Math. Soc. (JEMS) 9 (2007), no. 2, 277–315.
- mit Alex Gamburd: Uniform expansion bounds for Cayley graphs of {\displaystyle SL_{2}(F_{p})}. Ann. of Math. (2) 167 (2008), no. 2, 625–642.
- mit Alex Gamburd, Peter Sarnak:  Affine linear sieve, expanders, and sum-product. Invent. Math. 179 (2010), no. 3, 559–644.
- mit Alex Kantorovich: On the local-global conjecture for integral Apollonian gaskets. With an appendix by Péter P. Varjú. Invent. Math. 196 (2014), no. 3, 589–650.
- mit Dong Li: Strong ill-posedness of the incompressible Euler equation in borderline Sobolev spaces. Invent. Math. 201 (2015), no. 1, 97–157.
- mit Ciprian Demeter, Larry Guth: Proof of the main conjecture in Vinogradov's mean value theorem for degrees higher than three, Annals of Mathematics, 184, 2016, 633-682